# Stor-Långvattstjärnen
Stor-Långvattstjärnen är en sjö i Bergs kommun i Jämtland och ingår i Ljungans huvudavrinningsområde. Sjön har en area på 0,0783 kvadratkilometer och ligger 451 meter över havet. Sjön avvattnas av vattendraget Galvattsån (Örasjöån).

## Delavrinningsområde
Stor-Långvattstjärnen ingår i det delavrinningsområde (694165-144770) som SMHI kallar för Utloppet av Örasjön. Medelhöjden är 457 meter över havet och ytan är 12,5 kvadratkilometer. Det finns inga avrinningsområden uppströms utan avrinningsområdet är högsta punkten. Galvattsån (Örasjöån) som avvattnar avrinningsområdet har biflödesordning 2, vilket innebär att vattnet flödar genom totalt 2 vattendrag innan det når havet efter 186 kilometer. Avrinningsområdet består mestadels av skog (66 procent) och sankmarker (12 procent). Avrinningsområdet har 1,66 kvadratkilometer vattenytor vilket ger det en sjöprocent på 13,2 procent.